# 海牙大学
52°04′03″N 4°19′27″E / 52.06750°N 4.32417°E
海牙大学（The Hague University，THU）位於荷蘭第三大城市海牙，是一所新型的现代性大学，創立於1987年。其历史并不悠久，却一直以其高品質教育闻名于世。是荷兰最为著名的大学之一，2017年國內應用類大學排名第1。

## 学校系别设置
学校设有5大系，除物理系外，均坐落于校园内，分别是：
- 工程
- 经济管理
- 信息技术和理论
- 教育、体育和语言学
- 医疗、行为和社会科学